# 연애대전
《연애대전》(영어: Love to Hate You)은 넷플릭스에서 2023년 2월에 공개된 대한민국의 로맨틱 코미디 드라마로 남자에게 병적으로 지기 싫어하는 여자와 여자를 병적으로 의심하는 남자가 전쟁 같은 사랑을 겪으며 치유받는 내용을 담고 있다.

## 기획의도
남자에게 병적으로 지기 싫어하는 여자와 여자를 병적으로 의심하는 남자가 전쟁 같은 사랑을 겪으며 치유받는 로맨틱 코미디이다.

## 제작진

### 연출
- 김정권

### 극본
- 최수영

## 참고 사항
- 김지훈, 이유리는 MBC 주말드라마 《왔다! 장보리》 이후로 10년만에 재회하여 캐스팅 되었다.